# Embarrassment
Embarrassment è un singolo del gruppo musicale britannico Madness, pubblicato nel 1980 ed estratto dall'album Absolutely.

## Tracce
1. Embarrassment – 3:10 (Lee Jay Thompson, Mike Barson)
2. Crying Shame – 2:36 (Mike Barson)